# Пропорційне оподаткування

Пропорційне оподаткування в Європі та окупованому Криму

Пропорці́йне оподаткува́ння — система оподаткування, при якій податкові ставки встановлюються в єдиному відсотку до доходу платника податків незалежно від величини доходу (на відміну від прогресивного оподаткування).